# Chacotyrann
Chacotyrann (Suiriri suiriri) är en fågel i familjen tyranner inom ordningen tättingar.

## Utseende och läte
Chacotyrannen är en liten tyrann med grått huvud, olivbrun rygg, mörk stjärt och två gråaktiga vingband. Färgen på övergumpen varierar geografiskt från gulaktig till brun, medan buken kan vara ljusgul eller vit. Den liknande (men ej alls besläktade) chapadatyrannen har vit övergump, gul buk, breda vitaktiga stjärtspetsar och avvikande sång och beteende. Sången är lätt att känna igen, en serie med "pi-chew".

## Utbredning och systematik
Chacotyrann delas in i tre underarter:
- Suiriri suiriri burmeisteri - förekommer i chaco från Surinam och östra Brasilien (Pará) till nordvästra Bolivia
- Suiriri suiriri bahiae – förekommer i östra Brasilien (Paraíba, Pernambuco, nordöstra Bahia och östra Piauí)
- Suiriri suiriri suiriri – förekommer från sydvästra Brasilien till Paraguay, Uruguay, Bolivia och norra Argentina

Underarten burmeisteri kallades tidigare affinis, men detta namn har visat sig syfta på chapadatyrannen (tidigare Suiriri islerorum).

### Släktskap
Relationen till chapadatyrannen har varit komplicerad. Tidigare behandlades den som en del av chacotyrannens taxon Suiriri affinis, men urskildes som egen art 2001, Suiriri islerorum, efter studier som visade att den skilde sig i utseende, läte och beteende. 2014 fann man dock att typexemplaret för affinis egentligen är en chapadatyrann, vilket leder till att chapadatyrannens vetenskapliga artnamn istället bör vara affinis. I samband med detta fick populationen av chacotyrann som tidigare kallades affinis ett nytt namn, burmeisteri.
En senare studie från 2018 har dock visat att chapadatyrannen förvånande nog trots det likartade utseendet inte bara utgör en egen art, utan är avlägset släkt med chacotyrannen, närmare tyrannerna i Sublegatus. Författarna till studien rekommenderar därför att den förs till ett eget av dem nyskapat släkte, Guyramemua, och för fram teorin att chapadatyrannen härmar chacotyrannens utseende.

## Levnadssätt
Chacotyrannen hittas i savannlika områden med spridda träd och buskar.

## Status och hot
Arten har ett stort utbredningsområde, men tros minska i antal, dock inte tillräckligt kraftigt för att den ska betraktas som hotad. Internationella naturvårdsunionen IUCN listar arten som livskraftig (LC).

## Namn
Fågeln har fått sitt svenska namn från Gran Chaco, ett torrt slättlandsområde på gränsen mellan Bolivia, Paraguay, Argentina och Brasilien.